# Emma Friis
Emma Friis, född 31 oktober 1999, är en dansk handbollsspelare. Hon spelar i anfall som vänstersexa.

## Meriter
Med klubblag
- EHF European League 2023

Med landslag
- EM 2022
- VM 2021
- VM 2023
- European Youth Olympic Festival 2015
- U18-VM 2016

### Individuella utmärkelser
- All-Star Team som bästa vänstersexa vid U18-VM 2016[2]
- All-Star Team som bästa vänstersexa vid U20-VM 2018[3]
- Årets unga spelare i Damehåndboldligaen 2018/2019[4]
- All-Star Team som bästa vänstersexa vid EM 2022[5]
- MVP EHF European League 2022/2023 Final Four
- EHF Excellence Awards Säsongens bästa vänstersexa 2022/23